# La casa delle marionette
La casa delle marionette è un museo di marionette e burattini a Ravenna. Conserva ed espone la Collezione Monticelli dell'omonima famiglia di burattinai in attività fin dall'inizio del XIX secolo.

## Storia
La creazione e la conservazione della collezione ebbe inizio attorno al 1980, dopo il ritiro dall'attività del burattinaio Otello Monticelli. Dopo aver cambiato diverse sedi, nel 2005 il museo si stabilì in vicolo Padenna, diventando un museo non statale accreditato al sistema museale nazionale.
Nel 2023 il museo diventa coordinatore di ReTeFì – Rete dei Musei di Teatro di Figura dell'Emilia-Romagna – progetto di rete tra otto musei di teatro di figura storico e contemporaneo dell'Emilia-Romagna volto alla conservazione del patrimonio di burattini e marionette della tradizione.

## Collezione
Il museo contiene 63 marionette, 150 burattini, 132 scenografie, 130 copioni manoscritti e materiali stampati per tour (volantini, lettere, avvisi, bandi e permessi), oltre a oggetti vari (teste di legno, mani di burattini, costumi di burattini e marionette). Le marionette provengono dalla compagnia "Fantocci Lirici Yambo" di Enrico Novelli, dalla famiglia Picchi e dagli spettacoli che la famiglia Monticelli ha realizzato.

## Attività culturali
Il museo promuove all'interno della sua sede e sul territorio spettacoli teatrali per adulti e bambini, laboratori per la costruzione di marionette e burattini e corsi di formazione per educatori e insegnanti.